# Ampache
Ampache és un programari de tipus lliure basat en pàgines Web amb funcionalitat de gestió de fitxers i servidor de dades àudio/vídeo (streaming : flux de dades multimèdia). El nom Ampache és una combinació del mots Amplificador i Apache. La mascota d'Ampache és un esquirol anomenat Fraz.

## Característiques
- L'objectiu d'Ampache és de permetre l'accés remot a arxius i material multimèdia.
- Permet l'accés privat però també habilita el mode administrador per a relaitzar registres.
- Funcionalitat simple, segura i ràpida.
- Compatible amb qualsevol arquitectura que suporti el llenguatge PHP.

## Programari compatible
Altres aplicacions que es poden connectar (plug-ins) amb Ampache :
- Amarok (2.x)
- Coherence (UPNP A/V MediaServer)
- Rhythmbox Plugin
- Terratec Noxon iRadio
- Just Player (aplicació Android)
- Traxstar (Traxstar Radio Automation basat en Ampache (beta))
- Ampache Mobile (client WebOS)
- AmpachPre (client WebOS)
- AmpacheX (aplicació iPod Touch/iPhone)
- iAmpache (aplicació iPod Touch/iPhone)
- Lullaby (Native Android Application - basat en Amdroid)
- Ampacheberry (client Ampache per a BlackBerry)
- Ampache HTML5 Player (Aplicació Google Chrome)
- Des de la versió 3.7.0, Ampache és compatible amb clients Subsonic i Plex.

Sistemes operatius amb Ampache :
- Arch Linux
- FreeBSD
- Gentoo
- Mandriva
- SUSE
- Ubuntu